# Нойвирт, Ольга
Ольга Нойвирт (нем. Olga Neuwirth; род. 4 августа 1968, Грац) — австрийский композитор.

## Биография
Из еврейской семьи, пережившей войну скрывая своё происхождение. С семилетнего возраста брала уроки игры на трубе. В 1987—1993 училась музыке в Венском университете музыки и исполнительского искусства, в 1985—1986 — в Консерватории Сан-Франциско, в 1993—1994 — в Париже (фр. IRCAM), где занималась у Брайана Фернихоу и Тристана Мюрая. Познакомилась с Луиджи Ноно, который глубоко повлиял на неё и радикальными политическими взглядами, и музыкой. После полученной в детстве травмы передвигается на костылях.
В поисках экспрессии активно взаимодействует с кинематографом (в Сан-Франциско она изучала также кино и живопись), использует электронику, опирается на наследие литературного авангарда XX в. Сотрудничает с Э.Елинек и П. Остером.
Лауреат поощрительной премии Эрнста фон Сименса,  премий Пауля Хиндемита и Эрнста Кшенека (все три — 1999). Большая государственная музыкальная премия Австрии (2010). Член Берлинской академии художеств. Рядом её произведений дирижировал Пьер Булез.

## Избранные произведения
- Die Schamlosen oder Ein Spektakel in einem Akt, на тексты Даниила Хармса, Сильвии Плат и Уники Цюрн (1990)
- Cthulhu-LudiiumM — Vor der Dunkelheit для оркестра (1991)
- Aufenthalt, оратория на слова Эльфриды Елинек (1992—1993)
- Five daily miniatures на тексты Гертруды Стайн (1994)
- La vie — … ulcérant(e) на тексты Жоржа Перека (1995)
- Akroat Hadal для струнного квартете (1995)
- risonanze?… для виолы д’аморе (1996-1997)
- Bählamms Fest (1997—1998, опера, либретто Эльфриды Елинек по пьесе Леоноры Каррингтон «День агнца»)
- Fondamenta — Hommage Иосифу Бродскому для бас-кларнета, баритон-саксофона и виолончели (1998)
- Hommage à Klaus Nomi Клаусу Номи для контратенора и камерного ансамбля (1998)
- Nova/Minraud для сопрано на текст Уильяма Берроуза (1998)
- …morphologische Fragmente…, на текст Гёте «Морфология» (1999)
- Clinamen/ Nodus для оркестра (1999)
- Construction in space для четырёх солистов, четырёх ансамблей и электроники (2000)
- locus…doublure…solus для фортепиано и ансамбля (2001)
- Lost Highway (2002—2003, опера, либретто Эльфриды Елинек по фильму Дэвида Линча)
- Marsyas для фортепиано (2004)
- ... miramondo multiplo... для трубы и оркестра (2006, Гейдельбергская художественная премия, 2008)
- L'Eve future remémorée, радиопьеса (2007)
- Remnants of Song... An Amphigory для альта и оркестра (2009)
- THE OUTCAST – Homage to Herman Melville. Либретто Барри Гиффорда и Ольги Нойвирт с монологами для Old Melville Анны Митгуч
- ...ce qui arrive на тексы Пола Остера.